# Listă de filme produse de Universal Pictures
Aceasta este o listă de filme produse de Universal Pictures.

### Anii 1910

#### 1914
- By the Sun's Rays

### Anii 1920

#### 1920
- White Youth
- The Flaming Disc
- Am I Dreaming?
- The Dragon's Net
- The Adorable Savage
- Putting It Over

#### 1921
- The Fire Eater
- A Battle of Wits
- Dream Girl
- The Millionaire
- A Daughter of the Law
- The Conflict
- The Rage of Paris
- No Woman Knows
- Action
- The Danger Man
- The Kiss
- The Heart of Arizona
- The Beautiful Gambler
- Desperate Trails
- The Man Tamer
- Cheated Love
- The Blazing Trail
- The Freeze-Out
- The Diamond Queen

#### 1922
- Foolish Wives
^over these are in public domain^

#### 1923
- The Hunchback of Notre Dame*

#### 1925
- The Phantom of the Opera*

#### 1927
- The Cat and The Canary

#### 1928
- The Man Who Laughs
- Melody of Love (Universal's first all-talkie)

#### 1929
- Show Boat
- Broadway (first Universal talkie with color sequences)

### Anii 1930

#### 1930
- All Quiet on the Western Front
- King of Jazz (first Universal all-color talkie)
- The Cat Creeps

#### 1931
- Dracula
- Frankenstein

#### 1932
- Back Street
- The Mummy
- Murders in the Rue Morgue
- The Old Dark House

#### 1933
- Counsellor at Law
- The Invisible Man

#### 1934
- The Black Cat
- Imitation of Life

#### 1935
- Bride of Frankenstein
- The Raven
- Magnificent Obsession
- Werewolf of London
- The Mystery of Edwin Drood

#### 1936
- Flash Gordon
- Show Boat
- My Man Godfrey
- Three Smart Girls
- Dracula's Daughter
- The Invisible Ray

#### 1937
- One Hundred Men and a Girl

#### 1939
- Destry Rides Again
- East Side of Heaven
- My Little Chickadee
- Son of Frankenstein
- Tower of London

### Anii 1940

#### 1940
- The Invisible Man Returns
- Enemy Agent
- My Little Chickadee
- The Bank Dick
- Black Friday
- My Little Chickadee

#### 1941
- Buck Privates
- The Wolf Man

#### 1942
- Saboteur
- The Mummy's Tomb
- Arabian Nights
- Private Buckaroo

#### 1943
- Shadow of a Doubt
- Frankenstein Meets the Wolf Man
- Phantom of the Opera
- You're a Lucky Fellow, Mr. Smith
- Son of Dracula

#### 1944
- The Invisible Man's Revenge
- The Mummy's Ghost
- House of Frankenstein
- The Mummy's Curse

#### 1945
- House of Dracula

#### 1946
- The Killers

#### 1947
- The Egg and I
- Great Expectations (1947, U.S. distribution only)

#### 1948
- The Naked City
- The Big Clock
- Hamlet (1948, U.S. distribution only)
- Abbott and Costello Meet Frankenstein
- Another Part of the Forest

#### 1949
- Family Honeymoon

### Anii 1950

#### 1950
- Francis the Talking Mule
- Harvey
- Winchester '73

#### 1951
- Abbott and Costello Meet the Invisible Man
- Thunder on the Hill
- Tomahawk

#### 1952
- Bend of the River
- The World in His Arms
- Against All Flags
- The Golden Blade

#### 1953
- Abbott and Costello Go to Mars
- It Came from Outer Space
- The Glenn Miller Story
- Peter Pan (UK Distribution)

#### 1954
- Magnificent Obsession
- Creature from the Black Lagoon

#### 1955
- Revenge of the Creature
- The Benny Goodman Story
- Tarantula
- All That Heaven Allows

#### 1956
- The Creature Walks Among Us
- Written on the Wind

#### 1957
- Jet Pilot
- The Incredible Shrinking Man

#### 1958
- The Thing That Couldn't Die
- Touch of Evil

#### 1959
- Pillow Talk
- Imitation of Life (remake of 1934 film)
- The Snow Queen (English dub, distributor)

### Anii 1960

#### 1960
- Psycho (formerly distributed by Paramount Pictures)
- The Leech Woman
- Spartacus

#### 1961
- Flower Drum Song
- Lover Come Back (distribution)
- Come September

#### 1962
- Cape Fear
- That Touch of Mink (distribution)
- To Kill a Mockingbird
- Lonely Are the Brave

#### 1963
- Captain Newman, M.D.
- Charade*
- The Birds
- The Thrill of It All
- King Kong vs. Godzilla (U.S. distribution of 1962 Japanese Toho film)

#### 1964
- Island of the Blue Dolphins
- Marnie
- Send Me No Flowers
- Man's Favorite Sport?

#### 1965
- Shenandoah
- Mirage
- Pinocchio in Outer Space (distributor)
- The Ipcress File (U.S. distribution only)

#### 1966
- Arabesque
- Fahrenheit 451 (U.S. distribution only)
- Gambit
- The Rare Breed
- Torn Curtain
- Munster, Go Home!

#### 1967
- Thoroughly Modern Millie
- The War Wagon
- The Ballad of Josie
- Batman (Australia distribution only)
- The Jungle Book (Australia distribution only)

#### 1968
- The Party
- King Kong Escapes (U.S. distribution of Japanease-made 1967 Toho film)
- Hellfigthers
- Coogan's Bluff
- What's So Bad About Feeling Good?

#### 1969
- Sweet Charity
- Anne of the Thousand Days
- Topaz
- Change of Habit
- Winning
- Tell Them Willie Boy Is Here

### Anii 1970

#### 1970
- Airport and its sequels ("Airport 1975," "Airport '77," and "The Concorde...Airport '79," respectively)
- Diary of a Mad Housewife
- Two Mules for Sister Sara
- The Railway Children U.S. distribution
- Colossus: The Forbin Project
- Skullduggery
- Pufnstuf

#### 1971
- Duel ABC-TV movie in U.S.
- Shoot Out
- The Andromeda Strain
- The Beguiled
- Play Misty For Me
- Red Sky at Morning

#### 1972
- Silent Running
- Frenzy (last movie with 1963-1972 logo)
- Slaughterhouse-Five
- Joe Kidd (first movie with 1972-1990 logo)
- Pete 'n' Tillie

#### 1973
- American Graffiti (plus sequel in 1979)
- The Sting (plus sequel in 1983)
- Jesus Christ Superstar
- Sssssss
- High Plains Drifter
- The Day of the Jackal

#### 1974
- Earthquake
- The Black Windmill
- Airport 1975

#### 1975
- The Hindenburg
- Jaws (plus sequels in 1978, 1983, and 1987)
- Rooster Cogburn
- The Eiger Sanction
- The Great Waldo Pepper
- The Other Side of the Mountain

#### 1976
- Family Plot
- Swashbuckler
- Midway
- Car Wash
- Two-Minute Warning
- The Bingo Long Traveling All-Stars & Motor Kings
- Fellini's Casanova U.S. theatrical distribution
- The Seven-Per-Cent Solution

#### 1977
- Slap Shot
- The Slipper and the Rose (U.S. distribution only)
- MacArthur
- Rollercoaster
- Airport '77
- Which Way Is Up?
- Smokey and the Bandit (plus sequels in 1980 and 1983)
- Sorcerer (co-production with Paramount Pictures)
- The Car see also George Barris
- The Choirboys
- Heroes
- The Last Remake of Beau Geste
- The Sentinel

#### 1978
- Sgt. Pepper's Lonely Hearts Club Band
- The Deer Hunter
- Jaws 2
- National Lampoon's Animal House
- Same Time, Next Year
- The Wiz
- FM
- House Calls
- Blue Collar
- Gray Lady Down
- The Greek Tycoon
- Moment by Moment

#### 1979
- Dracula
- The Electric Horseman (co-production with Columbia Pictures)
- Yanks (distribution only; United Artists released the film overseas)
- 1941 (co-production with Columbia Pictures)
- The Concorde...Airport '79
- The Jerk
- The Seduction of Joe Tynan
- More American Graffiti
- Battlestar Galactica Modified version released theatrically of pilot movie for 1978 ABC-TV series
- Buck Rogers in the 25th Century

### Anii 1980

#### 1980
- Coal Miner's Daughter
- The Blues Brothers
- The Gong Show Movie
- The Island
- Melvin and Howard
- The Nude Bomb
- Smokey and the Bandit II
- Somewhere in Time
- Xanadu
- Flash Gordon (U.S. distribution only)
- The Last Married Couple in America
- In God We Tru$t
- Cheech and Chong's Next Movie
- ffolkes

#### 1981
- On Golden Pond (distribution only, produced by ITC Entertainment)
- The Four Seasons
- Halloween II
- Bustin' Loose
- The Incredible Shrinking Woman
- The Great Muppet Caper (distribution only, produced by ITC Entertainment)
- Raggedy Man
- The Fox and the Hound (Australia distribution only)
- Heartbeeps
- Nighthawks
- An American Werewolf in London (Universal distributed PolyGram Pictures production)
- Endless Love (Universal distributed PolyGram Pictures production)
- Continental Divide (co-production with Amblin Entertainment)
- The Funhouse
- Ghost Story
- The Legend of the Lone Ranger (distribution only, produced by ITC Entertainment)
- Silence of the North

#### 1982
- Conan the Barbarian
- Frances
- Halloween III: Season of the Witch
- E.T. the Extra-Terrestrial (co-production with Amblin Entertainment)
- Fast Times at Ridgemont High
- The Best Little Whorehouse in Texas
- Sophie's Choice (distribution only, produced by ITC Entertainment)
- Cat People
- The Thing
- The Dark Crystal (distribution only, produced by ITC Entertainment)
- Missing

#### 1983
- Bad Boys
- Jaws 3-D
- Merry Christmas, Mr. Lawrence (distribution only, produced by Recorded Picture Company)
- Stroker Ace (co-production with Warner Bros.)
- Rumble Fish
- Monty Python's The Meaning of Life
- Scarface
- Psycho II
- Smokey and the Bandit Part 3
- The Sting II
- Nightmares

#### 1984
- Sixteen Candles
- Firestarter
- Conan the Destroyer
- The Last Starfighter (co-production with Lorimar)
- Dune
- Cloak and Dagger
- Comfort and Joy (distributor only, co-production with Thorn EMI and Scottish Television)
- The Wild Life

#### 1985
- Back to the Future (co-production with Amblin Entertainment)
- The Breakfast Club
- Weird Science
- Fletch
- Brazil (U.S. distribution only, co-production with 20th Century Fox)
- Out of Africa
- Stick

#### 1986
- Legend (co-production with 20th Century Fox)
- Howard the Duck (co-production with Lucasfilm Ltd.)
- An American Tail (plus its three sequels, co-production with Amblin Entertainment)
- Playing for Keeps
- Psycho III
- Legal Eagles

#### 1987
- Jaws: The Revenge
- Harry and the Hendersons
- Prince of Darkness
- Dragnet
- Three O'Clock High
- *batteries not included

#### 1988
- The Land Before Time (plus sequels, co-production with Amblin Entertainment and Lucasfilm Ltd. (logo not actually shown))
- They Live
- The Great Outdoors
- Phantasm II
- Shakedown
- Watchers
- The Last Temptation of Christ

#### 1989
- K-9
- Field of Dreams
- The 'Burbs
- Back to the Future Part II (co-production with Amblin Entertainment)
- Do the Right Thing
- Născut pe 4 iulie
- Fletch Lives
- Batman (Australia distribution only)
- Uncle Buck
- The Dream Team
- Parenthood (co-production with Imagine Entertainment)
- The Wizard
- Always (co-production with United Artists and Amblin Entertainment)

### Anii 1990

#### 1990
- The Funtastic World of Hanna-Barbera (co-production with Hanna-Barbera Productions, Sullivan Bluth Studios, Rhythm and Hues Studios, Ride Trade and MCA)
- Alfred Hitchcock: The Art of Making Movies (co-production with Alfred J. Hitchcock Productions)
- Jetsons: The Movie (co-production with Hanna-Barbera Productions)
- Coupe de Ville (co-production with Morgan Creek Productions)
- Tremors
- Problem Child
- Henry & June
- Back to the Future Part III (co-production with Amblin Entertainment) (first movie with 1990-1996 logo)
- Darkman (plus its two sequels)
- Bird on a Wire (last movie with 1973-1990 logo)
- Cry-Baby (co-production with Imagine Entertainment)
- Child's Play 2 (using 75th anniversary commerative logo)
- Kindergarten Cop
- Mo' Better Blues
- Psycho IV: The Beginning
- Havana

#### 1991
- Back to the Future: The Ride (Co-Production with Amblin Entertainment)
- Career Opportunities (using 75th anniversary commerative logo)
- Problem Child 2
- Child's Play 3
- Backdraft (co-production with Imagine Entertainment)
- Jungle Fever
- Cape Fear (co-production with Amblin Entertainment)
- An American Tail: Fievel Goes West (co-production with Amblimation)
- The Hard Way
- Fried Green Tomatoes

#### 1992
- Beethoven (co-production with Northern Lights)
- Dr. Giggles
- Beauty and the Beast (Australia Distribution)
- Scent of a Woman
- Lorenzo's Oil
- American Me

#### 1993
- Judgment Night
- Army Of Darkness
- Beethoven's 2nd (co-production with Northern Lights)
- Carlito's Way
- Batman Begins (Australia distribution only)
- Cop and a Half (co-production with Imagine Entertainment)
- Dragon: The Bruce Lee Story
- Jurassic Park (co-production with Amblin Entertainment)
- The Real McCoy
- Schindler's List (co-production with Amblin Entertainment)
- We're Back! A Dinosaur's Story (co-production with Amblimation)

#### 1994
- Phantasm III: Lord of the Dead
- The Flintstones (co-production with Amblin Entertainment and Hanna-Barbera Productions)
- The Shadow
- The Little Rascals (co-production with Amblin Entertainment and King World)
- The Cowboy Way (co-production with Imagine Entertainment)
- The River Wild
- The Lion King (Australia distribution)
- The War
- Reality Bites (co-production with Jersey Films)
- Street Fighter (co-production with Capcom)
- Junior (co-production with Northern Lights)
- Crooklyn
- Timecop
- True Lies (UK Distribution Only)

#### 1995
- Apollo 13 (co-production with Imagine Entertainment)
- Babe (distributor)
- Billy Madison
- Waterworld
- Batman Forever (Australia distribution only)
- Casino
- Casper (co-production with Amblin Entertainment and Harvey Entertainment)
- Balto (co-production with Amblimation)
- Twelve Monkeys
- To Wong Foo, Thanks for Everything, Julie Newmar (co-production with Amblin Entertainment)

#### 1996
- Ed
- Flipper
- Happy Gilmore
- Fear (co-production with Imagine Entertainment)
- Mystery Science Theater 3000: The Movie
- The Chamber (co-production with Imagine Entertainment)
- Twister (co-production with Warner Bros. and Amblin Entertainment)
- The Nutty Professor (co-production with Imagine Entertainment)
- Daylight (last movie with 1990-1996 logo)
- Independence Day (UK distribution only)
- The Frighteners
- Terminator 2: 3-D Battle Across Time (distribution only) (co-production with Lightstorm Entertainment, Landmark Entertainment Group and Universal Creative)

#### 1997
- Fierce Creatures (co-production with Jersey Films)
- Dante's Peak (first movie with current logo)
- The Jackal (co-production with Mutual Film Company and Alphaville)
- Leave It to Beaver
- Liar Liar (co-production with Imagine Entertainment)
- Batman & Robin (Australia distribution only)
- The Lost World: Jurassic Park (co-production with Amblin Entertainment)

#### 1998
- Small Soldiers (co-production with DreamWorks Pictures)
- Patch Adams
- Meet Joe Black
- BASEketball
- Belle's Magical World (Australia Distribution)
- Babe: Pig in the City (sequel to Babe, distributor)
- Blues Brothers 2000
- Bride of Chucky
- Fear and Loathing in Las Vegas (co-production with Summit Entertainment and Rhino Films)
- Mercury Rising (co-production with Imagine Entertainment)
- The Lion King II: Simba's Pride (Australia distribution only)
- Psycho (co-production with Imagine Entertainment)
- Shakespeare in Love (co-production with Miramax Films)

#### 1999
- October Sky
- The Mummy (co-production with Alphaville)
- American Pie
- The Hurricane
- Snow Falling on Cedars
- Mystery Men
- End of Days
- Angela's Ashes (co-production with Paramount Pictures)
- EDtv (co-production with Imagine Entertainment)
- The Story of Us (co-production with Castle Rock Entertainment)

### Anii 2000

#### 2000
- U-571
- Billy Elliot (distributed in countries outside USA, produced by Working Title Films, BBC Films and Tiger Aspect)
- Gladiator (co-production with Dreamworks Pictures)
- Nutty Professor II: The Klumps (co-production with Imagine Entertainment)
- The Flintstones in Viva Rock Vegas (co-production with Amblin Entertainment and Hanna-Barbera Productions)
- The Adventures of Rocky and Bullwinkle (in co-production with Alliance Atlantis Films)
- O Brother, Where Art Thou (co-production with Working Title Films and Touchstone Pictures)
- Erin Brockovich (co-production with Columbia Pictures)
- Meet the Parents  (co-production with DreamWorks, plus its sequel in 2004)
- The Watcher
- The Skulls (co-production with Newmarket Films)
- The Family Man
- How the Grinch Stole Christmas (co-production with Imagine Entertainment)

#### 2001
- Hannibal (co-production with Metro-Goldwyn-Mayer Pictures and Dino De Laurentiis)
- Mulholland Drive (distribution only in USA)
- A Beautiful Mind (co-production with DreamWorks and Imagine Entertainment)
- Strictly Sinatra (U.S. distribution only)
- The Mummy Returns (co-production with Alphaville)
- The Musketeer
- The Fast and the Furious
- Atlantis: The Lost Empire (Australia distribution only)
- Captain Corelli's Mandolin (co-produced with Working Title Films, Studio Canal and Miramax Films)
- American Pie 2
- Bridget Jones's Diary (co-production with Miramax Films, Studio Canal and Working Title Films)
- K-PAX (co-production with Intermedia Films and FilmFour(logo not shown))
- Jurassic Park III (co-production with Amblin Entertainment)
- Spy Game (distributor)
- Josie and the Pussycats (co-production with Metro-Goldwyn-Mayer Pictures and Hanna-Barbera Productions)

#### 2002
- Balto II: Wolf Quest
- Brotherhood of the Wolf (distribution only in USA and Australia)
- 40 Days and 40 Nights (co-production with Miramax Films)
- Big Fat Liar
- Return to Neverland (UK Distribution)
- Harrison's Flowers (distribution only in USA)
- Blue Crush (co-production with Imagine Entertainment)
- The Bourne Identity
- Undercover Brother (co-production with Imagine Entertainment)
- The Scorpion King (co-production with Alphaville)
- 8 Mile
- Red Dragon
- The Emperor's Club
- Empire (distribution only in most countries, including USA)
- E.T. the Extra-Terrestrial: 20th Anniversary Edition (edited re-release of the E.T. 20th anniversary edition celebration version in 2002, co-production with Amblin Entertainment)
- Apollo 13 (IMAX DMR Edited re-release, 10th anniversary edition) (co-production with Imagine Entertainment)
- Spirit: Stallion of the Cimarron (parent distribution) (co-production with Dreamworks Pictures and Universal Animation Studios)

#### 2003
- The Life of David Gale (co-production with Intermedia Films)
- The Jungle Book 2 (Australia distribution only)
- 2 Fast 2 Furious
- American Wedding
- Jimmy Neutron's Nicktoon Blast (distribution only) (co-production with Nickelodeon Animation Studios)
- Shrek 4-D (distribution only) (co-production with DreamWorks Animation)
- Bruce Almighty (co-production with Spyglass Entertainment)
- The Cat in The Hat (co-production with DreamWorks and Imagine Entertainment)
- Honey
- Hulk (co-production with Marvel Studios and Good Machine)
- Intolerable Cruelty (co-production with Imagine Entertainment and Alphaville)
- Love Actually (co-production with Studio Canal and Working Title)
- Master and Commander: The Far Side of the World (co-production with 20th Century Fox and Miramax Films)
- Peter Pan (co-production with Columbia Pictures and Revolution Studios)
- The Rundown (co-production with Columbia Pictures)
- Seabiscuit (co-production with DreamWorks and Spyglass Entertainment)
- Charlotte's Web 2: Wilbur's Great Adventure (co-prodution with Paramount Pictures and Nickelodeon)

#### 2004
- Balto III: Wings of Change
- Along Came Polly (2004)
- Dawn of the Dead (remake of the 1978 film, co-production with Strike Entertainment)
- The Bourne Supremacy
- Bridget Jones: The Edge of Reason (co-production with Miramax Films)
- Connie and Carla (co-production with Spyglass Entertainment)
- The Chronicles of Riddick
- Teacher's Pet: The Movie (Australia distribution only)
- Two Brothers (co-production with Pathé)
- Friday Night Lights (co-production with Imagine Entertainment)
- In Good Company
- The Lion King I½ (Australia distribution only)
- Meet the Fockers (sequel to Meet the Parents, co-production with DreamWorks)
- The Phantom of the Opera (distribution only in Latin America and Australia, produced by Warner Bros. (distributors in U.S. and other countries), The Really Useful Group and Scion Films)
- Ray (distribution)
- Thunderbirds
- Van Helsing (co-production with Alphaville) (logo not shown)

#### 2005
- Inside Deep Throat (distribution only in USA)
- Land of the Dead (using 1930's logo, co-production with Wild Bunch)
- White Noise
- The Wedding Date
- The 40-Year-Old Virgin
- The Interpreter
- Doom
- Cinderella Man
- First Descent (distribution only in USA)
- Jarhead
- Kicking & Screaming
- King Kong
- München (co-production with DreamWorks Pictures, Amblin Entertainment and Alliance Atlantis Communications)
- The Perfect Man
- Pride & Prejudice (distributed in countries outside USA)
- Prime
- The Producers (co-production with Columbia Pictures)
- Serenity
- The Skeleton Key
- Two for the Money (co-production with Morgan Creek Productions)
- American Pie Presents: Band Camp (distributed by Universal Studios Home Entertainment, co-production with Rogue Pictures) (direct-to-video)

#### 2006
- Children of Men (co-production with Striker)
- Nanny McPhee (co-production with Working Title Films)
- Curious George (co-production with Imagine Entertainment and Universal Animation Studios)
- Inside Man (co-production with Imagine Entertainment)
- The Fox and the Hound 2 (Australia distribution only)
- Slither
- Stay Alive (distributed in countries outside USA)
- The Fast and the Furious: Tokyo Drift
- Miami Vice
- United 93
- Let's Go to Prison (distribution only) (produced by Carsey Werner Films) (co-production with Strike Entertainment)
- Accepted (co-production with Shady Acres Entertainment)
- The Holiday (co-production with Columbia Pictures and Waverly Films)
- American Pie: The Naked Mile (co-production with Rogue Pictures) (direct-to-video)
- Man of the Year (co-production with Morgan Creek Productions)
- The Good Shepherd (co-production with Morgan Creek Productions and American Zoetrope)
- You, Me and Dupree

#### 2007
- Alpha Dog
- Smokin' Aces (co-production with StudioCanal, Relativity Media and Working Title Films)
- Mr. Bean's Holiday (co-production with StudioCanal and Working Title Films)
- Because I Said So
- Breach
- Dead Silence
- Evan Almighty (co-production with Spyglass Entertainment, Shady Acres Entertainment and Original Film)
- Georgia Rule
- Knocked Up
- I Now Pronounce You Chuck and Larry (co-production with Happy Madison Productions and Shady Acres Entertainment)
- The Bourne Ultimatum
- Transformers (Distribution only in some countries, produced by Paramount Pictures, Dreamworks SKG, Hasbro)
- The Simpsons Movie (distribution is foregin in some countries like China/Japan)
- Illegal Tender
- The Kingdom
- Elite Squad (distributed in some countries outside USA)
- American Gangster (co-production with Imagine Entertainment)
- Charlie Wilson's War
- American Pie Presents: Beta House (distribution only) (produced by Rogue Pictures) (direct-to-video)
- Surf's Up (film) (distribution only in Canada and other countries) (with Sony Pictures Animation)
- Hot Fuzz (distribution in most countries outside of the USA)

#### 2008
- The Pirates Who Don't Do Anything: A VeggieTales Movie (co-production with Big Idea Productions)
- Welcome Home, Roscoe Jenkins (co-production with Spyglass Entertainment)
- Definitely, Maybe
- Doomsday (co-production with Rogue Pictures)
- Leatherheads
- Forgetting Sarah Marshall
- Baby Mama
- The Simpsons Ride (distribution only) (co-production with 20th Century Fox and Gracie Films)
- The Strangers (distribution only in some countries) (co-production with Rogue Pictures)
- The Incredible Hulk (distribution only) (co-production with Marvel Studios)
- Wanted
- Hellboy II: The Golden Army
- Mamma Mia!: The Movie (co-production with Playtone)
- The Mummy: Tomb of the Dragon Emperor (co-production with Alphaville and Sommers Company)
- The Scorpion King 2: Rise of a Warrior (direct-to-dvd) (co-production with Alphaville and Sommers Company)
- Death Race
- Hancock (UK Distribution Only)
- Hamlet 2 (co-production with Focus Features)
- Igor (distribution only in Canada) (co-production with Metro Goldwyn Mayer and Alliance Films)
- Flash of Genius (co-production with Spyglass Entertainment)
- The Express: The Ernie Davis Story
- Changeling (co-production with Imagine Entertainment)
- Role Models (co-production with New Regency)
- Madagascar: Escape 2 Africa (non-USA distribution) (co-production with DreamWorks Animation)
- The Tale of Despereaux (co-production with Framestore CFC, Larger Than Life Productions, Relativity Media, and Universal Animation Studios)
- Frost/Nixon (co-production with Working Title Films and Imagine Entertainment)
- Beethoven's Big Break (direct-to-DVD) (co-production with Universal Studios Home Entertainment)

#### 2009
- The Unborn (co-production with Relativity Media, Rogue Pictures and Platinum Dunes)
- Coraline (parent distribution) (co-production with Focus Features and LAIKA)
- Duplicity
- Fast & Furious
- State of Play
- Drag Me to Hell (featuring the 1963-1990 logo) (co-production with Ghost House Pictures)
- Land of the Lost (featuring the 1963-1990 logo) (co-production with Sid & Marty Krofft Pictures)
- Public Enemies
- Brüno (co-production with Media Rights Capital)
- Funny People (co-production with Columbia Pictures, Apatow Productions, and Happy Madison)
- A Perfect Getaway (co-production with Relativity Media and Rogue Pictures)
- Inglourious Basterds (featuring the 1963-1990 logo) (co-production with The Weinstein Company and A Band Apart)
- 9 (parent distribution) (co-production with Focus Features)

### 2009
- Love Happens (September 18, 2009)
- The Crazies (September 25, 2009)
- This Side of the Truth (September 25, 2009)
- Couples Retreat (October 9, 2009)
- Cirque du Freak: The Vampire's Assistant (October 23, 2009)
- Pirate Radio (November 6, 2009) (non-US distributor; co-production with Focus Features, StudioCanal and Working Title Films)
- 25/8 (co-production with Rogue Pictures)
- Alfred Hitchcock and the Making of Psycho (co-production with Media Rights Capital)
- Green Zone
- The Repossession Mambo

### 2010
- The Wolfman (February 12, 2010)
- Robin Hood (May 14, 2010) (co-production with Imagine Entertainment and Scott Free Productions)
- Despicable Me (July 9, 2010)
- Little Fockers (July 30, 2010) (co-production with DreamWorks)

- Fahrenheit 451 (co-production with Castle Rock Entertainment and Icon Productions)
- Jurassic Park IV: The Extinction (co-production with Amblin Entertainment)
- The Mummy: Rise of the Aztec (co-production with Alphaville)
- Pokémon: To the Conquering of Space Time (direct-to-DVD) (USA distribution) (co-production with The Pokémon Company)
- Psycho V
- In The Heights
- The Last Remnant (co-production with Square Pictures)
- Girly Boys (co-production with Paramount Pictures, and Intermedia Films)
- Vespers (co-production with Spyglass Entertainment, UTV Motion Pictures, and Vertigo Entertainment)
- Mace Griffin: Bounty Hunter (co-production with Lakeshore Entertainment, and Sketch Films)

### 2011
- Creature from the Black Lagoon (remake)
- Cobalt 60
- Magnum P.I.
- Battleship

##### 2012
- The Jetsons (co-production with Warner Bros., Troublemaker Studios and Hanna-Barbera Productions)
- Wreck-It Ralph (UK distribution)

### Confirmed but no date listed (TBA)
- American McGee's Alice
- Barbarella
- Battlestar Galactica
- BioShock
- Child's Play (co-production with Rogue Pictures)
- Dragon's Lair: The Movie
- Independence Day 2
- Everlost
- The Munsters
- Neon Genesis: Evangelion (co-production with ADV Films)
- The Birds
- Oliver & Jenny (co-production with Illumination Entertainment, Disneytoon Studios)
- Playboy
- Red Sonja (co-production with Spyglass Entertainment, Sommers Company, and Alphaville)
- Spy Hunter
- The Strangers 2 (parent distribution) (co-production with Rogue Pictures)
- The Incredible Hulk 2 (distribution only) (co-production with Marvel Studios)
- Traveling
- The Wheel of Time
- Wicked
- Los Angeles Metro Turtles